# غيلفي إينارسون
غيلفي إينارسون (بالإنجليزية: Gylfi Einarsson)‏ (و. 1978  م) هو لاعب كرة قدم آيسلندي، ولد في ريكيافيك، مركز لعبه هو لاعب وسط.

## مسيرته الكروية
لعب غيلفي إينارسون خلال مسيرته الاحترافية مع 4 أندية في سبعة عشر موسمًا وسجل خلالها 40 هدف ضمن 215 مباراة. ولم يفز بأي موسم بالكأس أو بالدوري.
خاض غيلفي إينارسون مسيرته مع نادي فيلكير في موسم 1996 في المرة الأولى ليلعب معه خمسة مواسم ثم ما بين عامي 2011 و2012 لمدة موسم واحد، مشاركًا طوالها في 68 مباراة سجل خلالها 19 هدفًا. ثم انتقل إلى نادي ليلستروم في موسم 2001 ليلعب معه أربعة مواسم، حيث شارك في 83 مباراة سجل خلالها 16 هدفًا. لينتقل بعدها إلى نادي ليدز يونايتد في موسم 2004–05 ليلعب معه أربعة مواسم، مشاركًا في 21 مباراة سجل خلالها هدفًا واحدًا. ثم انتقل إلى نادي بران في موسم 2008 واستمر معه طيلة ثلاثة مواسم، مشاركًا في 43 مباراة سجل خلالها 4 أهداف.

## روابط خارجية
- غيلفي إينارسون على موقع قاعدة بيانات كرة القدم.إي يو (الإنجليزية)
- غيلفي إينارسون على موقع ناشيونال فوتبول تيمز (الإنجليزية)
- غيلفي إينارسون على موقع عالم كرة القدم.نت (الإنجليزية)